# 肥後小國站
肥後小國站（日语：／ Higo-Oguni eki */?）是位於熊本縣阿蘇郡小國町大字宮原，日本國有鐵道（國鐵）宮原線的鐵路車站（廢站）。
此站所在地的大字「宮原」便是此路線名稱的由來。

## 歷史
- 1954年（昭和29年）3月15日：宮原線寶泉寺站至此站之間開業，此站啟用[1]。當時為一般車站[1]。
- 1971年（昭和46年）8月1日：結束貨運業務[1]。
- 1984年（昭和59年）
  - 2月1日：結束行李起卸業務[1]。
  - 12月1日：車站被廢除[1]。

## 車站構造
此站為有人車站，設有1面1線的單式月台。此站除了本線外，還有機走線和側線。

## 車站周邊
- 小國町公所
- 熊本縣立小國高等學校（日语：熊本県立小国高等学校）
- 小國町立小國中學
- 小國町立宮原小學
- 杖立温泉（西北7公里處）

## 現狀

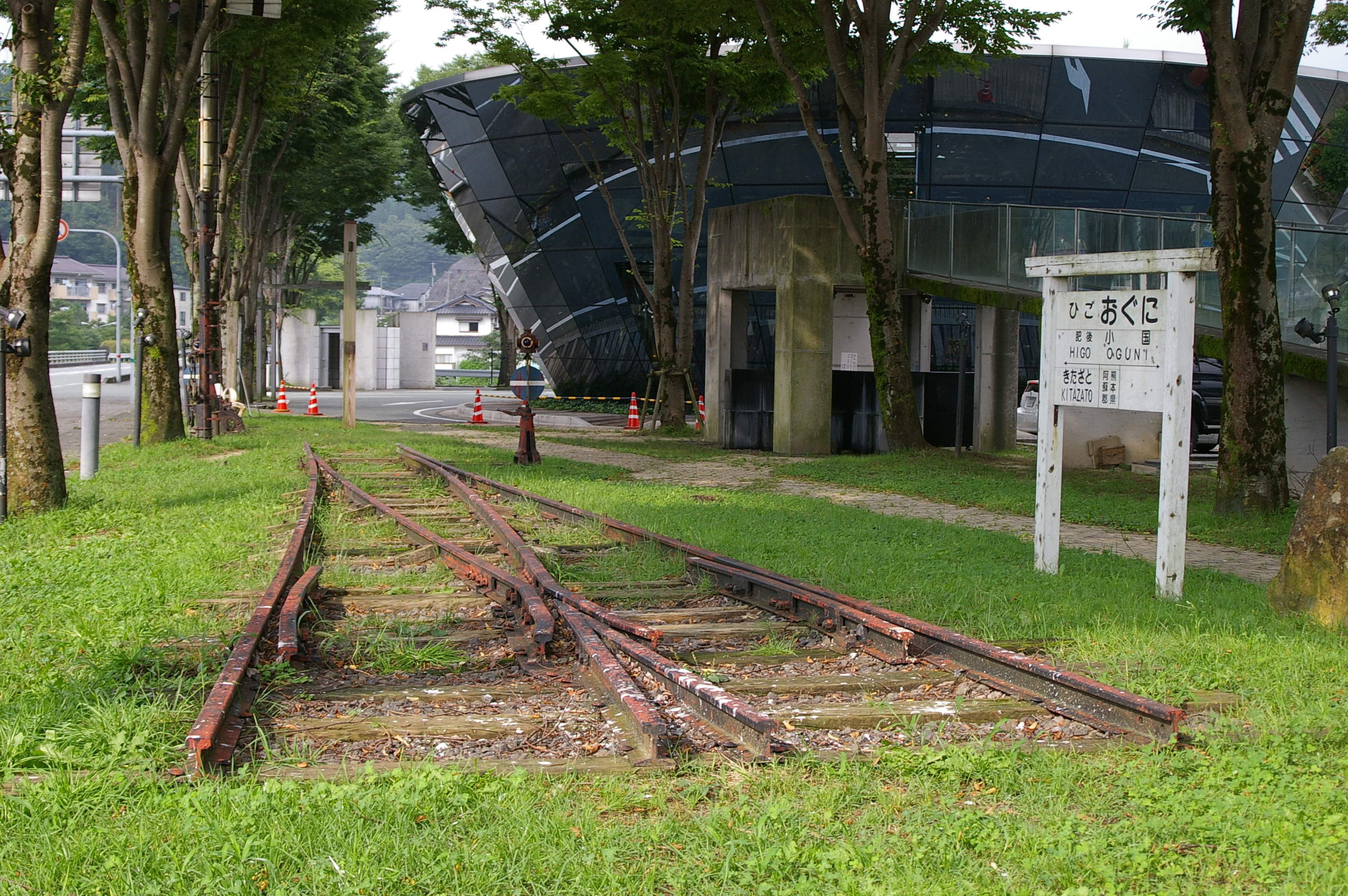
車站遺址（2007年7月）

車站遺址附近建設了道之驛小國。在設施內展出了往時的列車相片。在建築物周邊的行人路部分敷設了枕木，另外在設施內一角處設置了路軌、站名牌、轉轍器和臂木式號誌機。另外此處的巴士站名為「小國湯站」，這證明了過往此處曾經設有一座「鐵路車站」。但是，站舍的位置是在國道的南邊，而通往月台的上行樓梯還保留下來。

## 相鄰車站
日本國有鐵道（國鐵）
宮原線
北里－肥後小國

## 注腳
1. 1 2 3 4 5 6 7  石野哲 (编).  初版. JTB. 1998-10-01: 743. ISBN 978-4-533-02980-6 （日语）.

## 相關項目
- 日本鐵路車站列表 Hi